# Reithrodontomys
Reithrodontomys là một chi động vật có vú trong họ Cricetidae, bộ Gặm nhấm. Chi này được Giglioli miêu tả năm 1874. Loài điển hình của chi này là Reithrodon megalotis Baird, 1857.

## Các loài
Chi này gồm các loài: